# MacBook
MacBook — колишня серія ноутбуків від Apple Inc. Введені у продаж з травня 2006 року. Замінили iBook G4 та PowerBook на 12" під час переходу продукції Apple на платформи Intel. Цільовою аудиторією цього представника серії ноутбуків MacBook є студенти та рядові користувачі. Наразі доступно дві моделі MacBook: з пластиковим корпусом та слабшою комплектацією, та алюмінієвий корпус і сучасні деталі.
Найдешевші ноутбуки MacBook від Apple, 20 грудня 2008 року було представлено в алюмінієвому корпусі, створеному за технологією Unibody (алюмінієвий корпус вирізається з цільного шматка металу), але на WWDC-2009 дана модель була переведена в клас MacBook Pro з поліпшенням деяких характеристик.
2019 року випуск серії зупинено, надалі у виробництві залишилися її розгалуження: масово доступний MacBook Air та професійний MacBook Pro.

## MacBook Pro 2016
Презентація нового MacBook Pro відбулась 27 жовтня 2016 року. Новий портативний комп'ютер оснащений швидшим процесором, має легші форми, новий інтерфейс Touch Bar, який блискуче замінює традиційний набір функціональних клавіш.
Крім того, новий MacBook Pro має дисплей Retina, ще більш яскравий та контрастний; безпечний та зручний Touch ID; більш чутливу клавіатуру; більший тракпад Force Touch та аудіосистему з подвійним динамічним діапазоном. Новий MacBook Pro обладнаний двоядерними та чотириядерними процесорами шостого покоління, графічним процесором, який обробляє графіку у 2,3 рази швидше у порівнянні з попередньою моделлю, супер швидкими SSD та універсальним портом Thunderbolt 3.
 Лінійку MacBook Pro 2016 складають:
• 13-дюймовий MacBook Pro
• 13-дюймовий MacBook Pro з Touch Bar і Touch ID
• 15-дюймовий MacBook Pro з Touch Bar і Touch ID.
У двох моделях лінійки дисплей плавно переходить на клавіатуру, розташувавшись на місці верхнього ряду функціональних кнопок. Це і є Touch Bar, сенсорна панель під рукою користувача, яка спрощує використання програм або додатків, на зразок Mail, Finder, календар та багато інших. Наприклад, Touch Bar може показати Tabs і Favorites у Safari, відкриває швидкий доступ до смайликів у повідомленнях, забезпечує простий спосіб для редагування зображень та багато іншого.
 Спираючись на інновації, які були застосовані у перших MacBook, новому MacBook Pro надали новий дизайн корпусу і повністю металеву цільну конструкцію, яка створює неймовірно жорсткий і щільний ноутбук, на подив тонкий і легкий.
 13-дюймовий MacBook Pro завтовшки 1,49 см — це на 17 % менше, ніж у попередніх поколінь. Це зменшило загальний об'єм ноутбука на 23 %. Вага складає 1,37 кг.
 Новий 15-дюймовий MacBook Pro вагою 1,83 кг — лише 1,55 мм завтовшки. Зменшивши товщину на 14 %, знизили об'єм на 20 % відповідно. 
Відома користувачам з iPhone і iPad система Touch ID тепер забезпечує безпеку та зручність і у MacBook Pro. Після того, як ви зареєструєте відбиток пальця на вашому MacBook Pro, ви зможете одним дотиком розблокувати Mac, змінити акаунт користувача, робити безпечні покупки в Apple Pay. Touch ID дозволяє швидко та точно зчитувати відбитки пальців і використовує складні алгоритми: розпізнає їх та співставляє із Secure Enclave у новому спеціальному чипі Apple T1.
Зображення на Mac-дисплеї стали яскравішими, розливаються ще детальніше і виглядають реалістичніше. Маючи незмінну товщину 0,88 мм, дисплей Retina на новому MacBook Pro отримав на 500 ніт яскравості більше. Це робить його на 67 % яскравішим за попереднє покоління. А енергозберігаючі технології — збільшення апертури пікселів, варіативна частота оновлення та більш енергоефективні світлодіоди — дозволяють дисплею споживати на 30 % менше енергії, ніж досі.
Двоядерний Core i5 з Edram, двоядерний Core i7 з Edram і чотириядерний Core i7 Intel забезпечують високу продуктивність при збереженні енергії. У новому 15-дюймовому MacBook Pro графічний процесор Radeon Pro має до 2,3 разів вищу продуктивність, ніж попереднє покоління. А у 13-дюймовому MacBook Pro графічний процесор Intel Iris Graphics працює вдвічі ефективніше, ніж раніше. Всі моделі обладнані SSD-накопичувачами і Thunderbolt 3, який об'єднує передачу даних, зарядку і передачу відео. Порт USB-C об'єднав у одному роз'ємі три функції.
Новий MacBook Pro також пропонує: 
- значно збільшені Force Touch-трекпади — на 46 % на 13-дюймовому MacBook Pro і вдвічі більший на 15-дюймовому MacBook Pro;
- нова клавіатура із механізмом «метелик» другого покоління для більш комфортного та чутливого друку;
- динаміки із удвічі більшим динамічним діапазоном, що забезпечує звук, максимально наближений до реального, а також покращені баси;
- оновлена macOS Sierra — десктопна операційна система, яка виконує цілу низку важливих функцій. Наприклад, інтеграція Siri, взаємодія пристроїв Apple між собою, надання можливості користувачу здійснювати покупки в Apple Pay та редагувати фото та відео як професіонал за допомогою додатку Photos[1]

### Моделі
Усі ці моделі є застарілими.
| Компоненти                                    | Core Duo | Core 2 Duo | Core 2 Duo | Core 2 Duo | Core 2 Duo | Core 2 Duo | Core 2 Duo | Core 2 Duo | Core 2 Duo |               |               |               |               |               |               |               |               |
| Модель                                        | Початок 2006 | Кінець 2006 | Середина 2007 | Кінець 2007 | Початок 2008 | Кінець 2008 (Білий) | Початок 2009 (Білий) | Середина 2009 | Середина 2010 |               |               |               |               |               |               |               |               |
| Дати випуску                                  | 16 травня 2006                                                                                                  | 8 листопада 2006 | 15 травня 2007 | 1 листопада 2007 | 26 лютого 2008 | 14 жовтня 2008 | 21 січня 2009 | 27 травня 2009 | 27 травня 2010 |               |               |               |               |               |               |               |               |
| Номери моделей                                | MA254*/A MA255*/A MA472*/A                                                                                      | MA699*/A MA700*/A MA701*/A | MB061*/A MB062*/A MB063*/A | MB061*/B MB062*/B MB063*/B | MB402*/A MB403*/A MB404*/A | MB402*/B | MB881*/A | MC240*/A | MC516*/A |               |               |               |               |               |               |               |               |
| Модельний ряд                                 | MacBook1,1 | MacBook2,1 | MacBook2,1 | MacBook3,1 | MacBook4,1 | MacBook4,2 | MacBook5,1 | MacBook5,2 | MacBook7,1 |               |               |               |               |               |               |               |               |
| Дисплей                                       | 13,3-дюймовий глянцевий широкоформатний з роздільністю 1280×800. CCFL підсвітка                                 | 13,3-дюймовий глянцевий широкоформатний з роздільністю 1280×800. CCFL підсвітка                                                                     | 13,3-дюймовий глянцевий широкоформатний з роздільністю 1280×800. CCFL підсвітка                                                                   | 13,3-дюймовий глянцевий широкоформатний з роздільністю 1280×800. CCFL підсвітка                                                                   | 13,3-дюймовий глянцевий широкоформатний з роздільністю 1280×800. CCFL підсвітка                                                                   | 13,3-дюймовий глянцевий широкоформатний з роздільністю 1280×800. CCFL підсвітка                                                                   | 13,3-дюймовий глянцевий широкоформатний з роздільністю 1280×800. CCFL підсвітка                                                                   | 13,3-дюймовий глянцевий широкоформатний з роздільністю 1280×800. CCFL підсвітка                                                                   | LED підсвітка | LED підсвітка | LED підсвітка | LED підсвітка | LED підсвітка | LED підсвітка | LED підсвітка | LED підсвітка | LED підсвітка |
| Вбудований графічний чіп                      | 667 МГц | 667 МГц | 667 МГц | 800 МГц | 800 МГц | 800 МГц | 1066 МГц | 1066 МГц | GeForce 320M |               |               |               |               |               |               |               |               |
| Процесор                                      | 1,83/2,0 ГГц Core Duo (T2400/T2500)                                                                             | 1,83/2,0 ГГц Core 2 Duo (T5600/T7200) | 2,0/2,16 ГГц Core 2 Duo (T7200/T7400) | 2,0/2,2 ГГц Core 2 Duo (T7300/T7500) | 2,1/2,4 ГГц Core 2 Duo (T8100/T8300) | 2,1 ГГц Core 2 Duo (T8100) | 2,0 ГГц Core 2 Duo (P7350) | 2,13 ГГц Core 2 Duo (P7450) | 2,4 ГГц Core 2 Duo (P8600) |               |               |               |               |               |               |               |               |
| Оперативна пам'ять (два слота для DDR2 SDRAM) | 512 Мбайт (2×256 Мбайт) з частотою 667 МГц (PC2-5300)                                                           | 512 Мбайт (2×256 Мбайт) або 1 Гбайт (2×512 Мбайт) з частотою 667 МГц (PC2-5300)                                                                     | 1 Гбайт (2×512 Мбайт) з частотою 667 МГц (PC2-5300)                                                                                               | 1 Гбайт (2×512 Мбайт) або 2 Гбайт (2×1 Гбайт) з частотою 667 МГц (PC2-5300)                                                                       | 1 Гбайт (2×512 Мбайт) або 2 Гбайт (2×1 Гбайт) з частотою 667 МГц (PC2-5300)                                                                       | 1 Гбайт (2×512 Мбайт) з частотою 667 МГц (PC2-5300)                                                                                               | 2 Гбайт (2×1 Гбайт) з частотою 667 МГц (PC2-5300)                                                                                                 | 2 Гбайт (2×1 Гбайт) з частотою 800 МГц (PC2-6400)                                                                                                 | 2 Гбайт (2×1 Гбайт) з частотою 1066 МГц (PC3-8500)                                                                                                |               |               |               |               |               |               |               |               |
| Відеокарта (вбудована)                        | GMA 950 | GMA 950 | GMA 950 | GMA X3100 | GMA X3100 | GMA X3100 | GeForce 9400M | GeForce 9400M | GeForce 320M |               |               |               |               |               |               |               |               |
| Жорсткий диск                                 | 60/80 Гбайт | 60/80/120 Гбайт | 80/120/160 Гбайт | 80/120/160 Гбайт | 120/160/250 Гбайт | 120 Гбайт | 120 Гбайт | 160 Гбайт | 250 Гбайт |               |               |               |               |               |               |               |               |
| Wi-Fi                                         | Вбудована карта AirPort Extreme 802.11a/b/g                                                                     | Вбудована карта AirPort Extreme 802.11a/b/g | Вбудована карта AirPort Extreme 802.11a/b/g (на основі проекту специфікації IEEE 802.11n)                                                         | Вбудована карта AirPort Extreme 802.11a/b/g (на основі проекту специфікації IEEE 802.11n)                                                         | Вбудована карта AirPort Extreme 802.11a/b/g (на основі проекту специфікації IEEE 802.11n)                                                         | Вбудована карта AirPort Extreme 802.11a/b/g (на основі проекту специфікації IEEE 802.11n)                                                         | Вбудована карта AirPort Extreme 802.11a/b/g (на основі проекту специфікації IEEE 802.11n)                                                         | Вбудована карта AirPort Extreme 802.11a/b/g (на основі проекту специфікації IEEE 802.11n)                                                         | Вбудована карта AirPort Extreme 802.11a/b/g/n |               |               |               |               |               |               |               |               |
| Комбо-привід оптичних дисків (базовий)        | 8-швидкісний DVD зчитувальний, 24-швидкісний CD-R и 10-швидкісний CD-RW записувальний                           | 8-швидкісний DVD зчитувальний, 24-швидкісний CD-R и 16-швидкісний CD-RW записувальний                                                               | 8-швидкісний DVD зчитувальний, 24-швидкісний CD-R и 16-швидкісний CD-RW записувальний                                                             | 8-швидкісний DVD зчитувальний, 24-швидкісний CD-R и 16-швидкісний CD-RW записувальний                                                             | 8-швидкісний DVD зчитувальний, 24-швидкісний CD-R и 16-швидкісний CD-RW записувальний                                                             | — | — | — | — |               |               |               |               |               |               |               |               |
| Оптичний привід SuperDrive                    | 8-швидкісний зчитувальний DVD±R DL, 4-швидкісний записувальний DVD±RW, 24-швидкісний CD-R и 10-швидкісний CD-RW | 2,4-швидкісний записувальний DVD+R DL, 6-швидкісний зчитувальний DVD±R, 4-швидкісний записувальний DVD±RW, 24-швидкісний CD-R и 10-швидкісний CD-RW | 4-швидкісний записувальний DVD+R DL, 8-швидкісний зчитувальний DVD±R, 4-швидкісний записувальний DVD±RW, 24-швидкісний CD-R и 10-швидкісний CD-RW | 4-швидкісний записувальний DVD+R DL, 8-швидкісний зчитувальний DVD±R, 4-швидкісний записувальний DVD±RW, 24-швидкісний CD-R и 10-швидкісний CD-RW | 4-швидкісний записувальний DVD+R DL, 8-швидкісний зчитувальний DVD±R, 4-швидкісний записувальний DVD±RW, 24-швидкісний CD-R и 10-швидкісний CD-RW | 4-швидкісний записувальний DVD+R DL, 8-швидкісний зчитувальний DVD±R, 4-швидкісний записувальний DVD±RW, 24-швидкісний CD-R и 10-швидкісний CD-RW | 4-швидкісний записувальний DVD+R DL, 8-швидкісний зчитувальний DVD±R, 4-швидкісний записувальний DVD±RW, 24-швидкісний CD-R и 10-швидкісний CD-RW | 4-швидкісний записувальний DVD+R DL, 8-швидкісний зчитувальний DVD±R, 4-швидкісний записувальний DVD±RW, 24-швидкісний CD-R и 10-швидкісний CD-RW | 4-швидкісний записувальний DVD+R DL, 8-швидкісний зчитувальний DVD±R, 4-швидкісний записувальний DVD±RW, 24-швидкісний CD-R и 10-швидкісний CD-RW |               |               |               |               |               |               |               |               |
| Операційна система                            | Mac OS X 10.4 / 10.4.6                                                                                          | Mac OS X 10.4 / 10.4.8 | Mac OS X 10.4 / 10.4.9 або v10.4.10 | Mac OS X 10.5 | Mac OS X 10.5 / 10.5.2 або 10.5.4 | Mac OS X 10.5 / 10.5.4 | Mac OS X 10.5 / 10.5.6 | Mac OS X 10.5 / 10.5.6 | Mac OS X 10.6.3 |               |               |               |               |               |               |               |               |
| Акумулятор                                    | 55 Вт·ч літій-іонний акумулятор                                                                                 | 55 Вт·ч літій-іонний акумулятор | 55 Вт·ч літій-іонний акумулятор | 55 Вт·ч літій-іонний акумулятор | 55 Вт·ч літій-іонний акумулятор | 55 Вт·ч літій-іонний акумулятор | 55 Вт·ч літій-іонний акумулятор | 55 Вт·ч літій-іонний акумулятор | 55 Вт·ч літій-іонний акумулятор |               |               |               |               |               |               |               |               |
| Вага                                          | 5,2 фунта / 2,4 кг                                                                                              | 5,2 фунта / 2,4 кг | 5,1 фунта / 2,3 кг | 5,0 фунтів / 2,3 кг | 5,0 фунтів / 2,3 кг | 5,0 фунтів / 2,3 кг | 5,0 фунтів / 2,3 кг | 5,0 фунтів / 2,3 кг | 5,0 фунтів / 2,3 кг |               |               |               |               |               |               |               |               |
| Розміри                                       | 2,75×32,5×22,7 см                                                                                               | 2,75×32,5×22,7 см | 2,75×32,5×22,7 см | 2,75×32,5×22,7 см | 2,75×32,5×22,7 см | 2,75×32,5×22,7 см | 2,75×32,5×22,7 см | 2,75×32,5×22,7 см | 2,75×32,5×22,7 см |               |               |               |               |               |               |               |               |

## Виноски
1. ↑  Продукти Apple, Inc., які не постачаються для продажу протягом понад 7 років не отримують обслуговування апаратного забезпечення від Apple або постачальників послуг, але все ще підтримують останню версію програмного забезпечення.